# راسلویل (کارولینای جنوبی)
راسلویل(به انگلیسی: Russellville) شهری در ایالت کارولینای جنوبی کشور ایالات متحده آمریکا است که جمعیت آن در سرشماری سال ۲۰۱۰ میلادی، ۴۸۸ نفر بوده‌است.